# Monti del Gennargentu
Monti del Gennargentu – masyw górski we Włoszech, na wyspie Sardynia. Najwyższy szczyt masywu, Punta La Marmora, jest również najwyższym szczytem wyspy.
30 marca 1998 na terenie masywu został utworzony Park Narodowy Gennargentu, obejmujący obszar o powierzchni 73 935 ha. 

## Położenie geograficzne
Masyw położony jest w centralnej części wyspy, zaś mierzący 1834 metry n.p.m. szczyt Punta La Marmora jest najwyższym szczytem Sardynii.
Najbliższymi większymi miejscowościami są na wschodzie Baunei w prowincji Ogliastra, a na zachodzie Desulo w prowincji Nuoro. W masywie znajdują się także źródła rzeki Flumendosy.

## Najwyższe szczyty
Na masyw składają się także szczyty: Bruncu Spina (1829 m n.p.m.), Punta su Sciusciu, Punta Paulinu (1792 m n.p.m.), Monte Spada (1595 m n.p.m.), Punta Erba Irdes (1676 m n.p.m.).

## Flora
Klimat masywu umożliwia rozwój roślin, których początki sięgają okresu trzeciorzędu, między innymi z takich gatunków jak cis pospolity (Taxus baccata), ostrokrzew kolczasty (Ilex aquifolium), topola osika (Populus tremula), orzech włoski (Juglans regia), Ribes sandalioticum, Helleborus argustifolius, Peonia mascula, Rhamnus alpina, naparstnica purpurowa (Digitalis purpurea), goryczka żółta (Gentiana lutea), Daphne oleoides, trędownik skrzydlaty (Scrophularia umbrosa) czy jaskier platanolistny (Ranunculus platanifolius). Rosną tutaj również gatunki endemiczne, z których część ma ograniczony zasięg występowania. Wśród endemitów można wyróżnić takie rośliny jak: Euprhasia genargentea, Festuca morisiana, Lamyropsis microcephala, Armeria sardoa, Astragalus genargenteus, Carlina macrocephala, Ranunculus cymbalariifolius, Aquilegia nugorensis, Euphorbia hyberna, Glechoma sardoa, Santolina insularis i Viola corsica. 
Nadmierna presja ludzka, wywierana przez wytyczanie pastwisk oraz niewłaściwe użytkowanie gleby, sprzyja erozji i degradacji środowiska naturalnego. Oryginalna roślinność, składająca się z formacji leśnych – dębu omszonego (Quercus pubescens), dębu ostrolistnego (Quercus ilex), cisów i ostrokrzewów – została częściowo zdominowana i zastąpiona przez krzewy w niedojrzałych stadiach, tworząc formacje krzewiaste, stepy oraz górskie łąki. Roślinność, która rośnie na brzegach potoków górskich, charakterystyczna dla łęgów składających się głównie z olchy czarnej (Alnus glutinosa). Obszary, gdzie dominują krzewy, są domem dla takich gatunków jak Juniperus nana, Prunus prostrata, Berberis aetnensis czy Rosa seraphini.

## Fauna
Ukształtowanie terenu oraz odległość Sardynii od stałego lądu pozwoliły na ewolucję gatunków i podgatunków dostosowanych do danego środowiska. W górach Gennargentu występują różne gatunki kręgowców, płazów – między innymi traszkę sardyńską (Euproctus platycephalus), jaskinnicę cesarską (Speleomantes imperialis), jaskinnicę centkowaną (Speleomantes supramontis), Discoglossus sardus, ropuchę zieloną (Bufotes viridis) i Hyla sarda. Gady są reprezentowane przez łusecznicę małą (Algyroides fitzingeri), Archaeolacerta bedriagae, Podarcis tiliguerta, ostajnicę trójpalczastą (Chalcides chalcides) oraz ostajnicę nakrapianą (Chalcides ocellatus). Występują tutaj ponadto połoz żółtozielony (Coluber viridiflavus), Coluber hippocrepis, zaskroniec żmijopodobny (Natrix maura) czy inny gatunek zaskrońca, Natrix helvetica cetti. 
Szczyty górskie zamieszkiwały orłosęp (Gypaetus barbatus) oraz sęp kasztanowaty (Aegypius monachus), jednak wymarły w masywie Gennargentu. Występują tam ptaki drapieżne: jastrzębia zwyczajnego (Accipiter gentilis), krogulca zwyczajnego (Accipiter nisus), myszołowa zwyczajnego (Buteo buteo), orła przedniego (Aquila chrysaetos), pustułkę zwyczajną (Falco tinnunculus) i sokoła wędrownego (Falco peregrinus). Inne często występujące gatunki ptaków to góropatwa berberyjska (Alectoris barbara), przepiórka zwyczajna (Coturnix coturnix), gołąb skalny (Columba livia), grzywacz (Columba palumbus), kukułka zwyczajna (Cuculus canorus), płomykówka zwyczajna (Tyto alba), syczek zwyczajny (Otus scops), pójdźka zwyczajna (Athene noctua), lelek zwyczajny (Caprimulgus europaeus), jerzyk zwyczajny (Apus apus), jerzyk alpejski (Apus melba), żołna zwyczajna (Merops apiaster), dudek (Upupa epops), dzięcioł duży (Dendrocopos major) czy dzięciołek (Dryobates minor). Wśród wróblowych można wyróżnić lerkę (Lullula arborea), skowronka zwyczajnego (Alauda arvensis), jaskółkę skalną (Ptyonoprogne rupestris), oknówkę zwyczajną (Delichon urbica), świergotka polnego (Anthus campestris), siwerniaka (Anthus spinoletta), pliszkę górską (Motacilla cinerea), pluszcza zwyczajnego (Cinclus cinclus), strzyżyka zwyczajnego (Troglodytes troglodytes), rudzika (Erithacus rubecula), słowika rdzawego (Luscinia megarhynchos), kląskawkę afrykańską (Saxicola torquatus), białorzytkę zwyczajną (Oenanthe oenanthe), nagórnika zwyczajnego (Monticola saxatilis), modraka śródziemnomorskiego (Monticola solitarius), kosa zwyczajnego (Turdus merula), paszkota (Turdus viscivorus), pokrzewkę kasztanowatą (Sylvia undata), pokrzewkę czarniawą (Sylvia sarda), pokrzewkę okularową (Sylvia conspicillata), pokrzewkę wąsatą (Sylvia cantillans), kapturkę (Sylvia atricapilla), zniczka (Regulus ignicapillus), muchołówkę szarą (Muscicapa striata), sosnówkę (Parus ater), modraszkę zwyczajną (Parus caeruleus), bogatkę zwyczajną (Parus major) i gąsiorka (Lanius collurio). Występują tutaj takie krukowate jak sójka zwyczajna (Garrulus glandarius), wrończyk (Pyrrhocorax pyrrhocorax), kawka zwyczajna (Coloeus monedula), wrona siwa (Corvus cornix) czy kruk zwyczajny (Corvus corax). Inne często występujące wróblowe to szpak jednobarwny (Sturnus unicolor), wróbel śródziemnomorski (Passer hispaniolensis), mazurek (Passer montanus), wróbel skalny (Petronia petronia), zięba zwyczajna (Fringilla coelebs), osetnik zwyczajny (Serinus citrinella), dzwoniec zwyczajny (Carduelis chloris), szczygieł (Carduelis carduelis), makolągwa zwyczajna (Carduelis cannabina), grubodziób zwyczajny (Coccothraustes coccothraustes), cierlik (Emberiza cirlus) czy potrzeszcz (Emberiza calandra). 
Ssaki żyjących w masywie to zębiełka myszatego (Crocidura russula), ryjówkę etruską (Suncus etruscus), Lepus capensis, żołędnicę europejską (Eliomys quercinus), popielicę szarą (Glis glis), mysz zaroślową (Apodemus sylvaticus), szczura śniadego (Rattus rattus), mysz domową (Mus musculus), lisa rudego (Vulpes vulpes), kunę leśną (Martes martes), łasicę (Mustela nivalis), żbika europejskiego (Felis silvestris), dzika (Sus scrofa) czy muflona śródziemnomorskiego (Ovis musimon).